# Burg Marientraut
Die Burg Marientraut ist eine abgegangene Wasserburg des Hochstifts Speyer in Hanhofen im Rhein-Pfalz-Kreis.

## Lage und Baubestand
Die Niederungsburg befand sich am westlichen Ende des Dorfes Hanhofen, nördlich der heutigen Hauptstraße. Erhaltene Reste der Wassergräben zeigen dort die ehemalige Lage an. Der Name leitet sich von einem Marienbildnis ab, mit dem die Anlage geziert war. Die Burg hatte die Form eines ungleichen Vierecks, umgeben von breiten Wassergräben und umlaufender Befestigungsmauer mit Türmen. Der nördliche Wassergraben war ca. 125 Meter lang, der südliche 122 Meter, der östliche 112 und der westliche 90 Meter. Sie wurden durch einen unterirdischen Kanal aus dem nahen Woogbach gespeist. Im Westen lag die Vorburg, im Osten die zusätzlich nochmals gesicherte Hauptburg mit dem Bischofs- und Amtssitz.  

## Geschichte
1414 ließ der Speyerer Bischof Raban von Helmstatt in dem zu seinem Hochstift gehörenden Ort Hanhofen gegenüber der stiftseigenen Mühle eine Burg erbauen. Sie diente als befestigter Sitz zur Sicherung seiner Landesherrschaft. Gleichzeitig konnte man durch ihre günstige Lage an Speyerbach und Woogbach die Wasserversorgung von Speyer kontrollieren. Dies war einer der Gründe, weshalb Truppen der Reichsstadt Speyer, im Bund mit Herzog  Stephan von Zweibrücken und Markgraf  Bernhard I. von Baden, 1417 (nach anderen Quellen 1419) die Burg stürmten, die Mauern niederrissen und die Steine auf mitgebrachten Wagen zur Ausbesserung der Stadtmauern nach Speyer verbrachten.

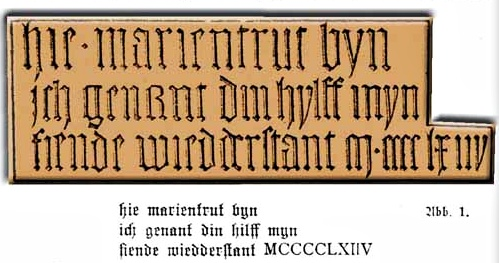
Bauinschrift des Bischofs Matthias von Rammung, 1463

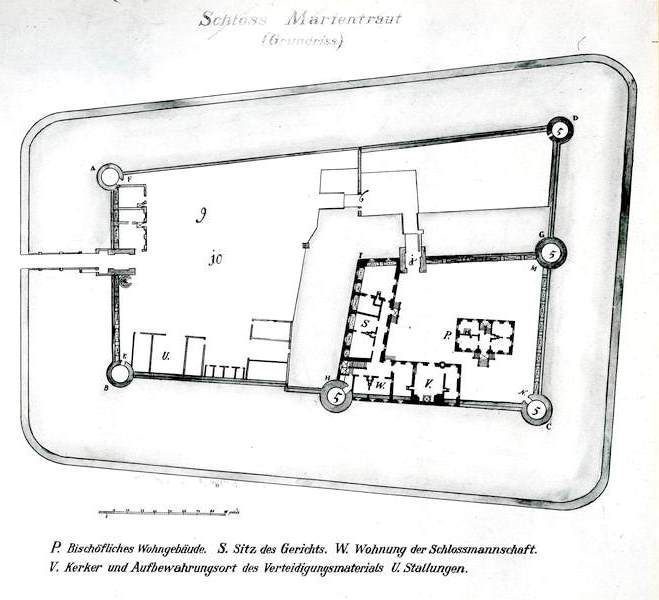
Grundriss der Burg, um 1720

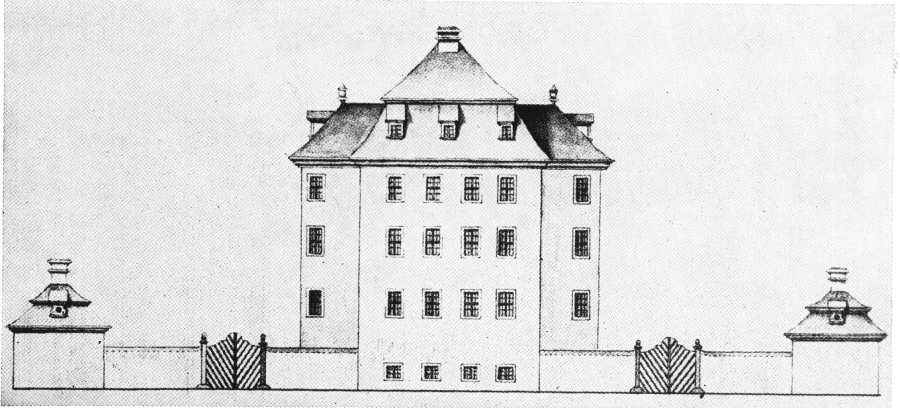
Ansicht des barocken Neubaus von 1722

Kaiser Sigismund bestätigte jedoch die bischöflichen Rechte, so dass die Burg ab 1422 wieder hergestellt werden konnte. 1463 bis 1471 wurde sie, hauptsächlich durch Bischof Matthias von Rammung, auf etwa vierfach vergrößerter Fläche ausgebaut sowie durch eine turmbesetzte Mauer und einen Wassergraben geschützt. Er benannte die Burg nach St. Maria, der Schutzpatronin seines Bistums, und ließ an ihr ein Marienbild aus Stein sowie eine Inschrift mit der Jahreszahl 1463 und dem Namen anbringen.
Seit 1475 diente sie als Sitz des in Hanhofen angesiedelten fürstbischöflichen Unteramtes bzw. seines Amtmannes. Dieses wurde 1554 vom Oberamt Lauterburg getrennt und selbst zum Oberamt erhoben. Erster Oberamtmann wurde Peter IV. Nagel von Dirmstein. An der Wende vom 16. zum 17. Jahrhundert residierte Johann Christoph Hund von Saulheim († 1624), der Vater des späteren Mainzer Dompropstes Adolph Hund von Saulheim, als Oberamtmann und Vogt zu Marientraut. 1623, mit Vollendung der hochstiftisch Speyerischen Festung Philippsburg, verlor Marientraut an strategischer Bedeutung. 1630 besichtigte Landgraf Moritz von Hessen-Kassel mit seinen Söhnen die Anlage und fertigte davon eine Zeichnung.
Um 1700 wurde die Burg weitgehend zerstört. Es ist ungewiss, ob dies bereits im Pfälzischen Erbfolgekrieg geschah oder erst im Spanischen Erbfolgekrieg. Sicher überliefert ist die Tatsache, dass die Franzosen sowohl 1690 als auch vor der Schlacht am Speyerbach (1703) die Burg besetzt hatten. Ab dem 18. Jahrhundert war Marientraut wieder nurmehr ein Unteramt und zählte mit seinen Dörfern Hanhofen, Harthausen, Heiligenstein, Dudenhofen, Schifferstadt und Otterstadt zum Oberamt Kirrweiler. Möglicherweise hing dies mit der Zerstörung des Amtssitzes zusammen. 1722 ließ Fürstbischof Damian Hugo Philipp von Schönborn-Buchheim das Hauptgebäude im Barockstil wieder aufbauen. 1792–1794 plünderten die eingefallen französischen Revolutionstruppen Marientraut und brannten sie nieder. Nach Übergang der linksrheinischen Gebiete an Frankreich wurde die Ruine am 1. Juni 1804 in Mainz als Nationalgut versteigert und gelangte an den Bürger Jakob Friedrich Sartorius. Dieser ließ die Reste abtragen, die Fläche einebnen und verkaufte die Steine als Baumaterial. Der Inschriftstein des Bischofs Matthias von Rammung aus dem Jahre 1463 wurde an einem Haus in Schwegenheim verbaut und gelangte später nach Speyer, ins Historische Museum der Pfalz.